# Zamtang

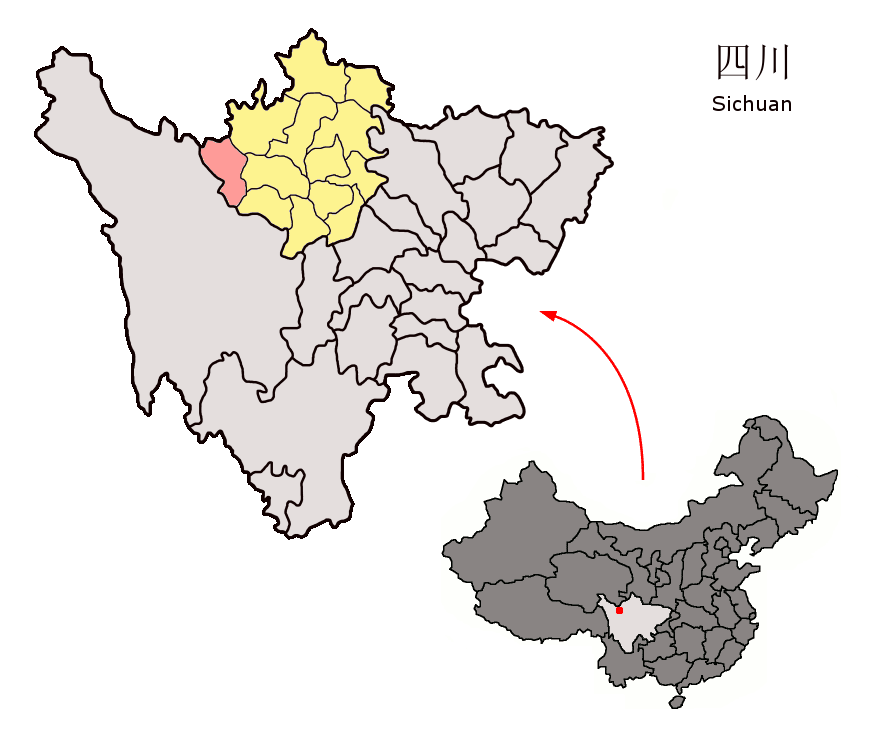
Lage des Kreises Zamtang (Rangtang) innerhalb von Sichuan.

Der Kreis Zamtang (auch Dzamthang; tibetisch འཛམ་ཐང Wylie ’dzam thang་; chinesisch 壤塘县, Pinyin Rǎngtáng Xiàn) liegt im Verwaltungsgebiet des Autonomen Bezirks Ngawa der Tibeter und Qiang im Norden der chinesischen Provinz Sichuan, Volksrepublik China. Er hat eine Fläche von 6.637 Quadratkilometern und zählt 44.679 Einwohner (Stand: Zensus 2020). Sein Hauptort ist die Großgemeinde Zamkog (壤柯镇).

## Administrative Gliederung
Auf Gemeindeebene setzt sich der Kreis aus drei Großgemeinden und neun Gemeinden zusammen. Diese sind:
- Großgemeinde Rangke (Zamkog) 壤柯镇
- Großgemeinde Nanmuda 南木达镇
- Großgemeinde Zhongrangtang 中壤塘镇

- Gemeinde Puxi 蒲西乡
- Gemeinde Zongke 宗科乡
- Gemeinde Shili 石里乡
- Gemeinde Wuyi 吾伊乡
- Gemeinde Gangmuda 岗木达乡
- Gemeinde Shangduke 上杜柯乡
- Gemeinde Rongmuda 茸木达乡
- Gemeinde Gaduo 尕多乡
- Gemeinde Shangrangtang 上壤塘乡

## Ethnische Gliederung der Bevölkerung (2000)
Beim Zensus im Jahr 2000 hatte Zamtang 33.550 Einwohner.
| Name des Volkes | Einwohner | Anteil  |
| --------------- | --------- | ------- |
| Tibeter         | 29.765    | 88,72 % |
| Han             | 3.109     | 9,27 %  |
| Qiang           | 522       | 1,56 %  |
| Hui             | 129       | 0,38 %  |
| Yi              | 5         | 0,01 %  |
| Bai             | 4         | 0,01 %  |
| Uiguren         | 4         | 0,01 %  |
| Tujia           | 3         | 0,01 %  |
| Zhuang          | 3         | 0,01 %  |
| Sonstige        | 6         | 0,02 %  |

## Religion
Der Kreis Zamtang ist das wichtigste Refugium der Jonangpa, eines tibetisch-buddhistischen Ordens, der in anderen Teilen Tibets erloschen ist (Ausnahme: die in Amdo unmittelbar an Zamtang angrenzenden Gebiete).

## Denkmäler

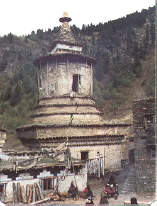
Chörten in Zamtangs Kloster Bangtuo Si

Das Bangtuo-Kloster (Bangtuo si 棒托寺), das Cuo'erji-Kloster (Cuo'erji si 措尔机寺; tibet. Chöje Gompa) und die neungeschossige Diaofang-Häuseranlage Risimanba diaofang (日斯满巴碉房) stehen seit 2001 bzw. 2006 auf der Liste der Denkmäler der Volksrepublik China.